# Provincia de Sekong
La Provincia de Sekong o Xekong (laosiano: ເຊກອງ) es una de las 16 provincias laosianas, localizada al sureste del país.

## Demografía
La provincia de Sekong cuenta con una superficie total de 7.665 kilómetros cuadrados que se encuentran habitados por un total de 83.600 personas. Posee una densidad de población de once habitantes por cada kilómetro cuadrado, que la convierte en la provincia menos densamente poblada del país.

## Distritos
Esta provincia de Laos cuenta con una subdivisión interna compuesta de cuatro distritos a saber:
- Dakcheung
- Kaleum
- Lamam
- Thateng